# Jesse Nading
Jesse Lawrence Nading (Highlands Ranch, 3 luglio 1985) è un giocatore di football americano statunitense che gioca nel ruolo di defensive end per gli Houston Texans della National Football League (NFL). Dopo non essere stato scelto nel Draft NFL 2008 firmò coi Texans. Al college ha giocato a football all’Università statale del Colorado.

## Carriera professionistica

### Houston Texans
Dopo non essere stato scelto nel Draft 2008, Nading firmò in qualità di free agent con gli Houston Texans l'8 maggio 2008. Il 3 settembre fu spostato nella squadra di allenamento dei Texans e promosso nel roster attivo il 19 novembre 2008. Il suo debutto professionistico lo fece in casa dei Cleveland Browns il 23 novembre 2008.
Nading trascorse l'intera stagione 2009 nella squadra di allenamento dei Texans e il 5 gennaio 2010 firmò un pre-contratto con la squadra. Nelle due stagioni successive disputò un totale di 16 partite, mai come titolare, con 21 tackle e un sack.

## Vittorie e premi
Nessuno

## Statistiche
| Partite totali             | 26  |
| Partite totali da titolare | 0   |
| Tackle totali              | 31  |
| Sack fatti                 | 1,0 |
| Intercetti fatti           | 0   |
| Fumble forzati             | 1   |